# 潜在能力テスト
『潜在能力テスト』（せんざいのうりょくテスト）は、フジテレビ系列で2017年4月25日から2023年9月12日まで放送されていたクイズバラエティ番組。通称は、「潜在能力」。
レギュラー放送開始前、2016年7月7日と11月23日にパイロット版が放送された。

## 概要
知識・学歴に左右されない秘められた才能に気づくことができる「潜在能力」について、「動体視力」「日常観察力」などのさまざまな形式の問題で「潜在能力テスト」を出題するクイズ番組。
2017年4月25日から2018年3月27日までは、毎週火曜日 19:57 - 20:54（JST）に放送されていたが、前番組『優しい人なら解ける クイズやさしいね』と同様に『今夜はナゾトレ』と毎週交互に2時間スペシャルとの編成となっていた。
2017年12月26日には『今夜はナゾトレ』との合体4時間SP（19:00 - 22:48）が放送され、本番組は第2部（21:10 - 22:48）として放送。
2018年1月23日より、通常枠で毎週1時間のレギュラー放送を開始。2018年4月からは当番組の後に放送されていた『THE NEWSα Pick』（20:54 - 21:00）が終了し20時台のスポットニュースが廃止され、6分拡大して19:57 - 21:00の放送となった。
2018年10月からは19:57のフライングスタートが廃止され、20:00開始となった。
2023年9月まで『今夜はナゾトレ』と交互で隔週2時間SPが続いていた。
2017年4月25日の放送開始から2023年7月25日放送分まではMCはスタジオ、進行役は別のスタジオからリモート出演していたが、2023年8月1日放送分からはMCと進行役がスタジオで共演する編成に変更された。
2023年10月の改編で当番組の放送枠に『突然ですが占ってもいいですか?』が枠移動するため、当番組は9月12日をもって放送終了が決まり、約6年半にわたる歴史に幕を下ろした。最終回は番組の終了を示す挨拶やテロップが全く無かった（ただし、ローカルセールス枠の終了間際、MCの若林による『またお目にかかりましょう、ありがとうございました』という挨拶があった）。
最終回には司会の若林の密着取材が入っていた。

## ルール
各ブロックで、チェックされる潜在能力ごとに問題に挑戦する。
解答者席にはレバーがあり、正解してレバーを引くとパイロット版では席の「潜在能力の神」の人形が飛び出してきた。レギュラー版では正解しレバーを引くと「出たー」という音声が出る。
初期ではパネラー席上部にある脳のオブジェに「潜在能力」を模したボールが溜まっていき、番組最後では「潜在能力大解放」としてスタジオ全体に溜まったボールが発射される仕組みになっていた。また、パイロット版1回目では不正解の場合「出な〜いボタン」を押し、「潜在能力の神」が溜まっていく仕組みだった。
当初は14人（3時間スペシャルでは18人）による個人戦だったが、2017年7月より「男性軍 VS 女性軍」「今旬芸能人 VS ベテラン芸能人」といった形で、7対7のチーム戦形式で行われる。様々なテストをクリアすることでポイントを獲得、最終的に獲得したポイントが多いチームの勝利。
放送時間が6分拡大した2018年4月以降は、「ボーナスステージ」に勝利チームが挑戦。クリアすればチーム全員賞品を獲得。20:54に飛び降りを行う放送局では放送されない。
2020年3月3日放送分から1チームが通常放送の場合は5対5、2時間もしくは3時間スペシャルの場合のみ7対7のチーム戦形式で行うようになった。

### 過去のルール
レギュラー放送第3回から2017年12月までは各ブロックにおいて全問正解だった人のみ一発勝負の「超難問ステージ」に挑戦し、正解すれば「きらめき脳メダル」を獲得（対抗戦形式ではさらにチームに3ポイント加算）。獲得したメダルは解答席の画面向かって右前にあるメダルホルダーに入れる（入れられるメダルは3枚で、4枚目以降の獲得で、画面向かって左前にスタンドで立てられる）。さらに3枚獲得すると「ファイナルテスト」への挑戦権を獲得。クリアすれば任意の国に行く事が出来る「潜在能力世界の旅」を獲得できる。チーム対抗形式に変更後は一部のブロックのみ行われるようになり（チーム全員で挑戦する問題が含まれているブロックでは行われない）、2018年以降は廃止された。この挑戦権を唯一クリアしたのは、小沢一敬（スピードワゴン）のみ。
潜在能力王決定戦
2017年年内最後の放送のみ実施。ここまでの放送で好成績を残した14人による個人戦。通常よりもさらに難易度高い問題に挑戦し、「潜在能力王」を決める。
1stステージは「タイムサバイバルバトル」として「日常観察力」「だまされない力」「注意力」に通常よりもさらに短い制限時間で挑戦。獲得したポイントが一番高い人がFINALステージ進出。
残った13名はポイントをリセットし、2ndステージ「早押しバトル」に挑戦。「想像力」「日常観察力」「言葉のセンス」。正解で1ポイント（最後の「言葉のセンス」のみ難易度によって最高3ポイント）、お手付き・誤答はその問題の解答権を失う。獲得したポイントが一番高い人がFINALステージ進出。
FINALステージは早押し対決。正解で1ポイント、お手付き・誤答はその問題で相手が間違えるまで回答権を失う。2ポイント先取した方が潜在能力王となる。

## 行われるテスト
日常観察力
- 日常間違い探し

様々な日用品の中で、実際の物にはありえない間違いがある箇所があり、それが何かを答える。超難問ステージではさらに細かい間違いを当てなければならない。
- 文字・図形問題

漢字を中心に、文字や記号で表されたものが何かを答える。
- 見覚えスリーヒント

日常で見る様々な物のシルエット・材料・パーツ・ズームアップ・サウンドなどから何かを当てる。第1ヒントで当てれば3ポイント、以後1ヒントごとに獲得できるポイントが1ポイントずつ減る。
だまされない力
- 文章題

問題文にひっかけが隠されている文章題に騙されないよう答える。
超難問ステージではさらに難易度の高い文章題が出題される。
あれ?どうだったっけ!?
開始当初はタイトルが、『あれ?どうだったっけ!?』でうろ覚えになりがちな物事の中から正しい物を選ぶ4択問題を出題。制限時間30秒以内に解答する。チームごとに出題し、1人正解で1ポイント、全員正解の場合は10ポイント獲得というルールだった。
2018年11月13日放送分からタイトルが『あれ?どうだったけ!?1VS1』に改題され、各チーム1人ずつで行う形式に変わった。出題内容は『あれ?どうだったけ!?』と同じで正解したチームに1ポイント獲得。
共通問題ではロゴの一部分のみを見て、そのロゴが何の企業・団体・商品かを答える。4つ出題され全て合っていれば正解。全員に出題し、1人正解につき1ポイント獲得。
2019年2月5日放送分から『思い込み○×テスト〜あれ?どうだったっけ!?〜』（2019年3月5日から『思い込み2択テスト〜あれ?どうだったっけ!?〜に再改題）にタイトルを改題した。ルールは、普段何気に考えている物事を○×形式で出題する（『2択テスト』になってからは、AとBで答える問題も登場）。チーム対抗で行うクイズ。不正解者は、脱落。最終問題を正解し、残った人数×5ポイント獲得。最終ステージ終了時点で同点になった場合、サドンデスとして、このクイズで両チーム1問出題し、決着をつける。
2019年12月24日放送分より『あれ?どうだったっけ!?潜在タウン』に改題した。ルールは『思い込み2択テスト』と同じだが、4問目以降は書き問題となる。
2021年8月10日放送分では、『身近なあれどうだったっけ?』として放送された。ルールは7問すべてが2択または4択で出題され、1問正解ごとに1ポイント獲得。
ひっかけロシアンルーレット
チームで挑戦する問題。1人ずつ順番に出てくる写真が何かを言っていくが、途中で誰かに対し写真の物が何かという問題が出題。その人が3秒以内に正解出来れば5ポイント獲得。
16迷宮
チームごとに挑戦するテスト。4×4枚に並んだ16枚の写真や文字のパネルを見て1人ずつ問題に答えていく。左上の1番の問題から解答していき、正解すれば次の人は既に正解しているマスに隣接したマスを答えていく。これを繰り返していき制限時間内に右下の16番の問題を正解できればクリアとなり10ポイント獲得。不正解やパスを発言した場合はミスとなり、3回ミスすると失敗となる。
2018年9月18日放送分から難易度がアップし、ゴール周辺の11・12・15・16が「難問」に設定され、さらに16番は到達して初めて問題が明かされる形となった。
2019年4月16日放送分からは「16迷宮プラス」が登場。クリア後に正解したマスだけが17番の問題として開き、それを正解すればさらに5ポイント獲得となる。「プラス」ではゴール周辺ではなく大きなヒントとなる物や問題文が隠されているマスが「難問」に設定される。
2020年2月11日放送分からは「16迷宮ハイパー」が登場。基本ルールは「プラス」と同じだが、到達して初めて問題が明かされる「超難問」が設定され、答えるとその地点で5ポイント獲得となる。
言葉の達人テスト
チーム対抗で行うクイズ。早抜け方式の場合は1問ごとに早書き早抜けで行い、先に7人全員が抜けたチームに5ポイントが加算。生き残り形式の場合は初級・中級・上級の2 - 3問を行い、不正解者は脱落。さらに初級・中級では正解が一番遅かった1人も脱落。上級を正解した人数が多いチームが10ポイント獲得。
- くっつき言葉

写真に写っている物にくっついて別の言葉にすることができる言葉を答える（例:かがみ・さくら・かね・しり→正解「もち」（鏡餅・桜餅・金持ち・しりもち））。
- 穴埋め!ピッたんご

言葉の一部が欠けている中で、指定された文字数とジャンルの単語を入れて言葉を完成させる（例:「れい『1』『2』こ」に2文字の動物を入れる→正解「ぞう（れいぞうこ）」）。
- 足し算ワード

それぞれ文字数が指定されたジャンルの言葉を2つを足すと別のジャンルの言葉になるので、それが何かを答える。
- クロスでピッ単語

2つの言葉がクロスしている所に指定されたジャンルの単語を入れて、2つの別の言葉が成立する単語が何かを答える。
- どちらにも当てはまる文章は?

2つのシチュエーションを表す絵や写真が表示され、どちらのシチュエーションも言い表すことのフレーズが何かを答える。通常問題では穴埋めが5～8文字程度、超難問ステージでは10文字程度になる。
穴埋め3文字熟語
「生〇〇」「小〇〇」のように指定された文字から始まる3文字熟語を答えていく（問題によっては2文字目・3文字目に入っていても認められる）。判定は広辞苑や日本国語大辞典に掲載されているかを参考に行い、掲載されている熟語であれば正解とする。各チーム1番手から同時に1つ書いていき、チーム7人の正解数が多いチームに10ポイント獲得。７人終えて同点の場合はアンカーのチームリーダーによるサドンデスとなる。
語彙力テスト ワードでピラミッド
指定された文字で始まって終わる3文字から9文字の単語をリレー形式で答えていく（例:「し」で始まり「う」で終わる単語→しどう・しっこう・しんきゅう・しゅうちゅう・しょうがっこう・しんこんりょこう・しゅんかしゅうとう など）。解答はどの段から答えても良い。正誤判定は日本国語大辞典を元に行う。16迷宮同様パス・誤答は合わせて2回までとなっており、3回目の誤答で終了となる。1段クリアで1ポイント、制限時間内に3文字から9文字までの7単語を作りピラミッドを完成させればボーナス含め10ポイント獲得。
語彙力テスト あいうえお!頭文字トレイン
あるお題に対し、1人ずつ「あ」から順番にその文字で始まるお題を答えていく（例として「国名」であれば「あ」→アメリカ、「い」→インド、「う」→ウクライナなど）。解答に濁点・半濁点がついても構わない。間違えたりパスをした場合は強制的に5文字分進み次の解答者に移る。また、該当する物が無い文字は事前にバツ印がつけられている。最後の「ん」に到達する前に5人で20個正解（7人時代は3周）することができればクリアとなり10ポイント獲得となる。ただし、最後の解答者は必ず正解しなければならない。
ワードすごろく
1枚の絵の中に該当された文字で始まる単語が15個以上隠されており、各チーム交互に答えていく。正解すると難易度に応じて自チームのコマが1～3マス前進。さらに先攻チームは8マス目、後攻チームは7マス目に「もう1回」のマスがあり、ここに止まると同じ人がもう1回答えて進むことができる。1人の制限時間は10秒。先に15マス進みゴールに到達したチームに10ポイント。
ぐるっと一周しりとリレー
チーム全員で行うテスト。開始当初タイトルが「ぴったりしりとリレー」だった。2018年4月から「ボーナスステージ」（後述）のみとなると同時に「ぐるっと一周しりとリレー」に改題した。スタート・ゴールから円形状の20マスをチーム7人のしりとりで埋めていく。言葉は広辞苑に載っているもののみ有効。7マス・14マス目には決められた文字が入っており、そのマスを通過するとポイント（7マス目クリアで5ポイント、14マス目クリアで10ポイント）、7人で21マス全て埋めることができれば15ポイント獲得。決められた文字の手前で言葉を止めてもOKで、その場合は決められた2文字から始まる単語を答える（「と」の前に「さ」で止まった場合「さと」で始まる単語を答える）。伸ばし棒で止めた場合も同様に前の文字を含めた2文字から始まる言葉を答える（「シーソー」であれば「そー○○」から始まる言葉になる）。また、6人以下の解答でゴールしてはいけない。制限時間は7人で2分（当初は2分30秒）。
2018年4月からは勝利チームへの「ボーナスステージ」として一部地域のみで放送。途中の決まり文字は6・11・16マス目に増えており、クリアすれば全員に豪華賞品が与えられる。
見つけてロングワード
チーム戦で行うクイズ。表示された16文字の中から文字を組み合わせてできる単語を答える（正解の判定は広辞苑や日本国語大辞典に載っているもののみ）。各チーム1人ずつ交互に10秒以内に解答し、正解すれば文字数がカウントされる（不正解の場合は0文字）。7人の合計文字数が高かったチームに10ポイントが追加される。
2018年5月からは勝利チームへの「ボーナスステージ」として一部地域のみで放送。7人で35文字以上答えることができれば商品獲得となる。
2022年9月27日では、5人で2回ずつ回答し、50文字以上答えることができれば商品獲得となる。
クイズ！説明が下手
ある「もの」に対する下手な説明を見て、何の説明かを当てる。
出題後、ヒントが出ない30秒以内に正解できた場合、正解人数×5ポイント獲得。30秒を過ぎても、制限時間内に正解すれば正解人数×1ポイントを獲得。
難読漢字しりとリレー
画像de神経衰弱
プレッシャータワー
3階建てのA、B、Cの3つのタワーがあり、各フロアに漢字や物の名前などのクイズが1問設定されている。
初めに各タワーの2階まで問題が提示され、回答者1人につき3問連続で答える。正解した問題は消え、不正解の問題はそのまま残る。
解答者が3問答え終わると、各タワーに問題が1問ずつ追加される（問題は全部で30問のため、9人目の解答者からは新規の問題は追加されなくなる）。
2周する（全員で30回解答する）と、終了となる。ただし、いずれかのタワーが3問ある状態でその時の解答者がそのタワーの問題に正解できなかった場合はその時点で終了となる。
1問正解につき1ポイント獲得。問題によっては難易度が記されているが、難易度はポイントには影響しない。
難読漢字テスト
ローカル枠で行われ、10問の難読漢字を正解していくステージ。難易度は進行役MCによって変化していく
5問アタック
ウォーミングアップステージ。制限時間10 - 30秒の間に指定されたものを見つける。
早押し1対1
各チーム1人ずつ、1対1の早押し対決を行う。正解したチームに1ポイント。解答権は両者1回で、両者誤答の場合は無得点で次の試合に移る。
動体視力
- 高速読み取り

画面の中を高速である単語が流れるので、その単語を答える。流れる窓や枠は答えに似たものになっていること（「ぶた」の写真と枠の中で「ふた」が流れるなど）が多く、惑わされることなく読み取る必要がある。
- カップシャッフル

4つのカップにボールが入った後、高速でカップがシャッフル、シャッフル後ボールがどこにあるかを答える。問題が進むにつれ2個（両方正解する必要がある）や赤と青の2個（それぞれどのカップに入っているかを答える必要がある）に増える他、カップ5つでボール2個というように難易度が上がる。超難問ステージでは「スーパーカップシャッフル」として、赤・緑・青の3個全てを正確に答えなければならない。
- 文字読み取り問題

風船から割れて落ちる文字やクラッカーから発射される文字を続けて読むと何という言葉になるかを答える。
注意力
- 色々かくれんぼ

絵の中に指定されたジャンルの物や動物が隠れており、何が隠れているかを全て答える。対抗戦では全て見つけた場合のみ見つけた個数×1ポイント獲得。
- 文章題

答えるのに注意力を要する文章題に答える。
- ジャイロ問題

写真が映ったスマートフォンを回転させるとジャイロ機能によって写真も同様に回転するが、その際に画像のある部分が変化するので、それがどこなのかを答える。
対抗戦では4ジャイロに限定され、1ジャイロで正解すれば4ポイント、以降1ジャイロごとに獲得できるポイントが1ポイント減る。
超難問ステージでは「スーパージャイロ問題」として問題自体の難易度アップに加え、ジャイロ回数が4回（番組内では1回目の回転に加え「スリージャイロ」と称される）に制限される。対抗戦ではさらに難易度が上がり、2ジャイロ限定、1ジャイロで正解すれば8ポイント、2ジャイロで正解すれば6ポイント獲得。
記憶力
- 大砲問題

2門の大砲から発射されるボールの色が合計何色あるかを答える。難易度が上がると記憶時間が延び、大砲が動いて発射範囲が広がる他、さらに1門増える。
- カード問題

5枚のカードに書かれた文字を覚えた後、裏返されたカードの中から3枚がランダムな順番で選ばれ、そのカードに書かれていた文字を繋げると何の言葉になるかを答える。難易度が上がると選ばれる前にカードがシャッフルされる。
- 覚えて回転ずし

回転寿司店のレーン上を時間内に流れた寿司ネタが何種類かを答える（登場するネタは最大12種類）。難易度が上がると時間が延び、さらに「特急レーン」によって寿司が運ばれてくる。
想像力
- 映像加工問題

色付きの球体やバラバラになった写真から何が写っているのかを答える。制限時間は30秒。超難問ステージでは通常よりも難易度が高い問題が出題される。
- チューチュー文字

全ての文字が重なっている状態から「Choo Choo TRAIN」のダンスをするように徐々に動き始めるので、文字を読み取り何という単語かを答える。
- 鏡文字

ある文字・記号が横方向・縦方向に反転した文字がどのようになっているかを想像して書く（正しい文字を書いて参考にすることはできない）。
早押し想像力テスト
想像力問題を全員による早押しで行う。1問正解でチームに5ポイント、お手付き誤答は-10ポイント（2017年10月24日放送分は-5ポイント）。1問ごとに正解者が出るまで行う。
言葉のセンス力
- 穴埋め問題

実際の広告やエピソードなどから出題される、言葉のセンスを用いた問題を答える。
- 逆さ言葉

2つのシチュエーションにおいて、それぞれ普通に読む・逆から読むことで意味が通じる1つの言葉を答える。
リズム感覚
- ぴったり時間

列車に乗って走る動物や出演者の写真のうち、スタートから指定した時間の時に画面上の赤線の位置にいたのが何かを答える。最初の1秒間のみストップウォッチが表示され、計測のヒントとなる。超難問ステージでは通常問題よりもさらに長い時間を計測する。なお計測中のBGMは出演している解答者の曲が流れる場合がある。
判断力
- 生き残り判断力テスト

2択問題を15問連続で出題。1問でも間違えたり時間切れだと脱落。1問の制限時間は3秒から5問ごとに1秒ずつ減る。15問パーフェクト達成できらめき脳メダル獲得（対抗戦ではメダルに加えチームに5ポイント）。
超快感テスト 早抜けセブン
ルールは現「言葉の達人テスト」と同様。先に7人全員が抜けたチームに5ポイントが加算。
- だるま落としテスト

それぞれにひらがな1文字が書かれただるま落としのコマが8段積まれた状態から、4つのコマを抜いて上の段から読むと出来る該当ジャンルの言葉を答える。
- くっつき写真ネーム

数枚の写真の読み方を考え、それを順に読むと出てくる有名人の名前を答える。
直感連想力テスト 4人に聞きました
ある物や職業などに対し、様々な立場の人に話を聞いたという形で1つずつヒントが提示。それを元に何について聞いているのかを当てる。最初の時点で4人の立場がどういった人なのかが提示されており、そこから推測することも可能。解答者は1人1回のみ。正解で1ポイント、さらに全体の中で1番早く正解した人がいるチームに5ポイント加算。
陣取り36迷宮
6×6の36マスに24問が用意。一方のチームは左上の1番から、もう一方のチームは右下の24番から交互に解答し、正解すればそのマスが自チームの物になる。以降は「16迷宮」同様既に獲得したマスに隣接した問題を選んでいく。誤答の場合はパネルを獲得できずに相手チームへ解答権が移る。両チームの中間地点には2マス・3マス・4マス（2×2の形で隅に配置）の問題が2問ずつ用意されているが、その分難易度も高い。獲得したマスが多いチームにポイント（勝利が確定した時点で打ち切り）。
漢字バルーン
指定された1文字の漢字の周りに赤・青・黄・緑の風船が3個ずつセット。それぞれの風船には真ん中の漢字と合わせて二字熟語となる単語のヒントが書かれており、ヒントを参考に1つずつ答えていく。正解すると風船が割れ次の風船がセット。1つの色の風船を全て割ると5ポイント、全ての風船を割ると20ポイント。パス・誤答は合わせて2回までとなっており、3回目の誤答で終了となる。
リングdeオセロ
13枚の画像がリング上に並び、両チーム交互にその画像を表す言葉の中に含まれている指定された単語を答える（例:お題が「食べ物・料理の名前」の場合、「エスカレーター」の「カレー」、「ハムスター」の「ハム」、「メスシリンダー」の「すし」など）。正解するとそのパネルが自チームの色となり、さらに自チームのパネルで相手チームのパネルを挟むとその間のパネルもオセロ同様に自チームのパネルにすることができる。なお、6番・12番のパネルは難問となっているが、正解すればそのパネルは相手チームに変えられないパネルとなる。また、間違い・パスの場合は相手チームが指定した1枚のヒントが与えられる。13枚全て終えた時点で獲得枚数の多いチームに10ポイント（初回は獲得枚数1枚につき1ポイント）。
ファイナルテスト
きらめき脳メダル3枚を獲得した解答者への最終問題で、全テスト終了後に行われる。多数ある同じ文字の中に違う文字が紛れており、違う文字を見つけて並べ替えて出来る言葉が何かを答える。制限時間は90秒。正解すれば「潜在能力世界の旅」を獲得。1回につき3枚のメダルで挑戦権となっており正解、不正解に関わらずメダルは没収される。1回の放送でメダルを4枚以上獲得した場合、1回の挑戦で3枚のみ没収され、残ったメダルは次回に繰り越される。

## 出演者

### MC
- 若林正恭（オードリー）

### 進行
- 小室瑛莉子[注 7]

### 準レギュラー
- 春日俊彰（オードリー）
- 向井慧・尾形貴弘（パンサー）
- 岡田圭右（ますだおかだ）
- 井上裕介（NON STYLE）[注 8][注 9]
- 久本雅美

### 過去のMC
全員フジテレビアナウンサー。
- 竹下陽平 [注 10]
- 佐野瑞樹 [注 11]
- 山﨑夕貴 [注 12]
- 渡邊渚 [注 13]
- 宮司愛海 [注 14]

## スタッフ

### レギュラー版
- 編成企画：浅野翔太郎（フジテレビ）
- ナレーター：平野義和、川崎恵理子
- 構成：矢野了平、山形遼介、森一盛、石原健次
- 問題作成：水野圭祐、中川久嘉、小堀裕也、塩見昌矢、高橋秀ー、平岡達哉、長沼けい子、壯庭回
- リサーチ：杉木優美、中川実央
- TP：辻本豊
- TD/SW：片平哲也
- CAM：古俣智則、稲葉諒祐【週替り】
- VE：鈴木貴裕
- 音声：神田英幸
- 照明：堀江泰輔
- 美術プロデューサー：清水久
- デザイン：宇野宏美
- 美術ディレクター：田中秀和（以前は美術制作）
- 装置：鈴木匡人
- 操作：茂進
- 電飾：阿部達矢（以前はシステム兼務）
- メカシステム：牧野一穂
- モニター：齋藤淳之介
- 特殊装置：朝熊智浩
- アクリル装飾：森美男
- 特殊効果：星野達哉
- 造花美術：石井信彦
- 編集：中野政幸、中島功二
- 音楽：MOKU
- 音響効果：遠藤治朗
- MA：高山元、多勢捺映、神山綺香【週替り】
- TK：HERA
- ヘアメイク：山田かつら
- スタイリスト：福田幸生
- タイトルCG：キャニットG
- 協力：TACT（旧 アックス）、fmt、ヌーベルアージュ【毎週】、PDトウキョウ、キャニットG【不定期】
- 広報：鈴木文太郎（フジテレビ）
- キャスティングプロデューサー：黒崎則子、八木田祐子（以前はプロデューサー）
- AD：小林実央、福岡小春、有瀧圭太、堤咲子、新保奏吾、後藤千尋、鄭睿潁
- AP：辻本麻莉、土屋美月、外山由佳
- ディレクター：岩田良、牧野由佳、内間一貴、鴇田一樹、小野哲司、柿沼嘉成（柿沼→一時離脱→復帰）、藤田美月、泉亮汰（岩田→以前はディレクター→演出→一時離脱、藤田・泉→以前はAD）
- 演出：瀬戸宏章、北山友亮、諏訪陽介、田辺裕之、武本修（北山・田辺・武本→途中から参加）
- 総合演出：丸山剛
- 監修：たぐちゆたか
- プロデューサー：小谷直之、島田ひろみ、大谷利彦（大谷→一時離脱→復帰）
- チーフプロデューサー：髙松明央
- 制作協力：Octagon group（オクタゴン）
- 制作著作：フジテレビ

- 編成企画：高瀬敦也、南條祐紀（フジテレビ）
- ナレーター：水嶋龍生
- 問題作成：野田修平
- リサーチ：佐藤球恵
- CAM：高瀬和彦、真野昇太
- VE：大塚高矢、皆本翔太
- 音声：谷保明、西尾征剛
- 照明：渡辺啓史
- 美術制作：曽根洵太朗、打矢郁、武井大浩
- デザイン：谷佳奈恵
- 操作：岩尾匡介
- モニター：大石雅文
- 編集：金児良介、照沼健太、新保公英
- MA：井坂拓人、末長美有
- 音響効果：河村大樹
- ヘアメイク：マーヴィ
- 協力：GPA、グレートインターナショナル、PIXTA、アイストック
- 広報：齋田悠、平井隆（フジテレビ）
- キャスティングプロデューサー：井手康行
- ホームページ：ビットスタジオ
- アドバイザー：齊藤勇、加藤俊徳
- AD：吉川洋子、苅谷美紅、黒澤郁香、竹内陽介、吉田拓矢、石黒英、松枝春希（毎週）、柿木優輝、小幡大貴、杉本蒼、諸喜田美希、新甫咲、野沢穂高（週替り）
- AP：上岡恵莉華、小池史恵（小池→以前はAD）
- ディレクター：渡辺知明、根来昭人、北島清次、時岡大輝（時岡→2019年3月5日-、以前はAD）
- 演出：カワノリョウ、広瀬陽一、佐藤だいすけ（佐藤→以前はディレクター）

### パイロット版
- 構成：矢野了平（第1回）
- TD/SW：浜島一雄（第1回）
- CAM：長尾康平（第1回）
- VE：富沢貴啓（第1回）
- 美術制作：若松真夢（第1回）
- 操作：佐藤学（第1回）
- モニター：安澤和宏（第1回）
- 特殊装置：後藤千鶴（第1回）
- 特殊造形：白鳥保夫（第1回）
- MA：志村武浩（第1回）
- 音響効果：坂井信行（第1回）
- TK：飛田亜也（第1回）
- メイク：山本可奈恵（第1回）
- AP：勝又郁乃（第1回）
- ディレクター：鴇田一樹（第1回）

## ネット局と放送時間
- 全編ローカルセールス枠であるため、フジテレビ以外の通常時フルネット局または末尾6分除く同時ネット局であっても編成の都合により臨時非ネットもしくは遅れネット（フジテレビと同時刻放送となったとしても）での放送に変更する場合がある[注 15]一方、通常時非ネットとする局が臨時に末尾6分除く同時ネットまたはフルネットで放送する場合がある。
- 19:00開始の2時間スペシャル以外の拡大版を行う場合は番組末尾6分の飛び降り時刻は臨時に変更される。

| 放送対象地域   | 放送局                    | 系列                          | 放送時間           | ネット状況                   | 備考                |
| -------------- | ------------------------- | ----------------------------- | ------------------ | ---------------------------- | ------------------- |
| 関東広域圏     | フジテレビ（CX）          | フジテレビ系列                | 火曜 20:00 - 21:00 | 【制作局】                   | 【制作局】          |
| 岩手県         | 岩手めんこいテレビ（mit） | フジテレビ系列                | 火曜 20:00 - 21:00 | フルネット                   | [ 注 16 ]           |
| 秋田県         | 秋田テレビ（AKT）         | フジテレビ系列                | 火曜 20:00 - 21:00 | フルネット                   | [ 注 17 ]           |
| 島根県・鳥取県 | さんいん中央テレビ（TSK） | フジテレビ系列                | 火曜 20:00 - 21:00 | フルネット                   |                     |
| 岡山県・香川県 | 岡山放送（OHK）           | フジテレビ系列                | 火曜 20:00 - 21:00 | フルネット                   | [ 注 18 ]           |
| 福岡県         | テレビ西日本（TNC）       | フジテレビ系列                | 火曜 20:00 - 21:00 | フルネット                   | [ 注 19 ]           |
| 大分県         | テレビ大分（TOS）         | 日本テレビ系列 フジテレビ系列 | 火曜 20:00 - 21:00 | フルネット                   | [ 注 20 ]           |
| 佐賀県         | サガテレビ（STS）         | フジテレビ系列                | 火曜 20:00 - 21:00 | フルネット                   | [ 注 21 ]           |
| 鹿児島県       | 鹿児島テレビ（KTS）       | フジテレビ系列                | 火曜 20:00 - 21:00 | フルネット                   | [ 注 22 ]           |
| 北海道         | 北海道文化放送（uhb）     | フジテレビ系列                | 火曜 20:00 - 20:54 | 同時ネット （20:54飛び降り） | [ 注 23 ]           |
| 宮城県         | 仙台放送（OX）            | フジテレビ系列                | 火曜 20:00 - 20:54 | 同時ネット （20:54飛び降り） | [ 注 24 ]           |
| 山形県         | さくらんぼテレビ（SAY）   | フジテレビ系列                | 火曜 20:00 - 20:54 | 同時ネット （20:54飛び降り） | [ 注 17 ]           |
| 福島県         | 福島テレビ（FTV）         | フジテレビ系列                | 火曜 20:00 - 20:54 | 同時ネット （20:54飛び降り） | [ 注 17 ]           |
| 新潟県         | NST新潟総合テレビ（NST）  | フジテレビ系列                | 火曜 20:00 - 20:54 | 同時ネット （20:54飛び降り） |                     |
| 長野県         | 長野放送（NBS）           | フジテレビ系列                | 火曜 20:00 - 20:54 | 同時ネット （20:54飛び降り） |                     |
| 静岡県         | テレビ静岡（SUT）         | フジテレビ系列                | 火曜 20:00 - 20:54 | 同時ネット （20:54飛び降り） |                     |
| 富山県         | 富山テレビ（BBT）         | フジテレビ系列                | 火曜 20:00 - 20:54 | 同時ネット （20:54飛び降り） |                     |
| 石川県         | 石川テレビ（ITC）         | フジテレビ系列                | 火曜 20:00 - 20:54 | 同時ネット （20:54飛び降り） |                     |
| 福井県         | 福井テレビ（FTB）         | フジテレビ系列                | 火曜 20:00 - 20:54 | 同時ネット （20:54飛び降り） |                     |
| 中京広域圏     | 東海テレビ（THK）         | フジテレビ系列                | 火曜 20:00 - 20:54 | 同時ネット （20:54飛び降り） | [ 注 26 ]           |
| 広島県         | テレビ新広島（tss）       | フジテレビ系列                | 火曜 20:00 - 20:54 | 同時ネット （20:54飛び降り） | [ 注 27 ]           |
| 愛媛県         | テレビ愛媛（EBC）         | フジテレビ系列                | 火曜 20:00 - 20:54 | 同時ネット （20:54飛び降り） | [ 注 28 ]           |
| 高知県         | 高知さんさんテレビ（KSS） | フジテレビ系列                | 火曜 20:00 - 20:54 | 同時ネット （20:54飛び降り） |                     |
| 長崎県         | テレビ長崎（KTN）         | フジテレビ系列                | 火曜 20:00 - 20:54 | 同時ネット （20:54飛び降り） |                     |
| 熊本県         | テレビくまもと（TKU）     | フジテレビ系列                | 火曜 20:00 - 20:54 | 同時ネット （20:54飛び降り） | [ 注 29 ] [ 注 30 ] |
| 沖縄県         | 沖縄テレビ（OTV）         | フジテレビ系列                | 火曜 20:00 - 20:54 | 同時ネット （20:54飛び降り） |                     |
| 近畿広域圏     | 関西テレビ（KTV）         | フジテレビ系列                | 不定期放送         | 不定期放送                   | [ 注 31 ]           |

不定期ネット局
| 放送対象地域 | 放送局            | 系列                                         | 放送時間   | 備考      |
| ------------ | ----------------- | -------------------------------------------- | ---------- | --------- |
| 宮崎県       | テレビ宮崎（UMK） | フジテレビ系列 日本テレビ系列 テレビ朝日系列 | 不定期放送 | [ 注 32 ] |

### 変遷
| 期間       | 期間       | 放送時間（JST）              |
| ---------- | ---------- | ---------------------------- |
| 2017.04.25 | 2018.03.27 | 火曜日 19:57 - 20:54（57分） |
| 2018.04.17 | 2018.09.18 | 火曜日 19:57 - 21:00（63分） |
| 2018.10.09 | 2023.9.12  | 火曜日 20:00 - 21:00（60分） |

## 書籍
- 扶桑社より番組で出題された問題を集めた「潜在能力テスト 公式問題集」シリーズを刊行。
  1. 2018年2月14日発売 ISBN 9784594078997
  2. 2018年8月22日発売 ISBN 9784594080280
  3. 2019年2月27日発売 ISBN 9784594081485